# Nuit de folie (film, 1928)
Pour les articles homonymes, voir Nuit de folie.
Pour plus de détails, voir Fiche technique et Distribution.
Nuit de folie (Walking Back) est un film américain réalisé par Rupert Julian et Cecil B. DeMille, sorti en 1928.

## Fiche technique
- Titre original : Walking Back
- Réalisation : Rupert Julian, Cecil B. DeMille (non crédité)
- Scénario : Monte M. Katterjohn d'après A Ride in the Country de George Kibbe Turner
- Photographie : John J. Mescall
- Montage : Rupert Julian
- Distributeur : Pathé Exchange
- Durée : 62 minutes (6 bobines)[1]
- Date de sortie :
  - USA : 21 mai 1928

## Distribution
- Sue Carol : Patsy Schuyler
- Richard Walling : Smoke Thatcher
- Ivan Lebedeff : Beaut Thibaut
- Robert Edeson : M. Thatcher Sr.
- Jane Keckley : Mme. Thatcher
- Florence Turner : Mme. Schuyler
- James Bradbury Sr. : Gyp
- Arthur Rankin : Pet Masters
- Ray Cooke : Party Boy (non crédité)
- Joseph Depew (non crédité)
- Rupert Julian (non crédité)
- George Stone : Crook (non crédité)
- Billy Sullivan : Crook (non crédité)
- Florence Turner : Mme. Schuyler (non créditée)